# Света Петка Стара (Пловдив)
Вижте пояснителната страница за други значения на Света Петка.
„Света Петка Стара“ или „Света Параскева“ е православна църква в град Пловдив, посветена на света преподобна мъченица Параскева. Намира се в Старинния град (Трихълмието), в непосредствена близост до „Понеделник пазар“.

## История
„На широкия мегдан в едно урвесто място, на една височина под Джамбаз тепе, имало една малка черковка кевгирена, с печени тухли, направена по староархитектоническа направа – пет разкрачи надлъж и шест нашир, с един олтарец, гдето да се навъртат двоица попове, осветена на св. Параскева. Като предложим това място черковно като на търкало и в средоточието черквата, 3/8 от мястото покрити са от камъка на тепето, 5/8 урвестото място до равнището, преградено с една проста стена, съставляваше дворът. В него се закопаваха махленските мъртъвци и на болест от чума или холера всичките граждани пловдивци…“
Така Константин Моравенов описва старинния храм „Света преподобна мъченица Параскева.
Според описанието на Пловдивската епархия, направено от Константин Иконом през 1819 г., черквата, „малка, каменна, с кубе", била оцеляла от времето преди турското завоевание.. През XVII в. край нея имало малък манастир, който по искане на монасите бил превърнат в метох на светогорския Дохиар.
В сегашния си вид храмът е издигнат през 1836 г. с ктиторството на богатия пловдивски чорбаджия Вълко Чалъков−Големи (дарил 5000 гроша). По запазен списък на дарените суми (с дата 15 март 1837 г.) се вижда, че за построяването са допринесли много пловдивчани, българи от околните села и градчета (Карлово, Клисура, Копривщица, Сопот), митрополит Никифор (с 2000 гроша) и Бачковският манастир (с 400 гроша). Издадена от патриарх Григорий VI Константинополски на 10 септември 1836 г. грамота постановява църквата и зависещата от нея болница да се управляват изключително от енорийското настоятелство, без намеса от страна на пловдивския митрополит.
„Чорбаджи Вулко направи една болгарска церква у Филибе – Света Петка“, пише Захарий Зограф до Неофит Рилски на 21.11.1836 г. В писмо пак до отец Неофит от 24.04.1838 г. Вълковият син Неделю Чалъков съобщава, че храмовият празник е 14 октомври − ден на особено почитаната от българите света Петка Епиватска. По негова молба Неофит съчинява следните стихове:
Молбу приими твоих рабов, преподобная мати,

и умоли Бога грехов им прощение подати,

дом молитвенний имени твоему в чест воздвигших

и преждебивший от основания обновивших – 

преосвященнаго митрополита Никифора

и градоначалника Вулка Теодора.
Към 1860 г. храмът преминава в гръцки ръце поради превеса на гръцкото население в околната част на града. Във връзка с това почитта към света Петка се изменя в почит към света преподобна мъченица Параскева (света Петка Римлянка). През 1864 г. „махалелиите от Новата махала в града... подадоха жалба до начялството [властите], с която искат или церквата „Св. Петка“ да им ся даде, та да съвръшяват Богослужението по български, или да им дозволи начялството да си направят нова церква.“
„Света Параскева“ става отново българска през 1906 г., но вече не като отделна енория, а в състава на новопостроения изцяло от българи по-голям храм „Света Петка“. При изгонването на гърците е изгорена целият архив и книжнина на храма и така са унищожени ценни сведения за неговата история.
В началото на 70-те години на ХХ век храмът е затворен, което става причина постепенно да изпадне в запустение. Официалното му откриване след основен ремонт става на 9 декември 2007 г. При възстановителните работи под Светия престол е намерена ктиторска бележка, посочваща датата на освещаване:
„Обновление на храма „Света Параскева“ ктитор господар Вълко син его Тодор: ефимерий папа Неделю син его Георги и Петър: Вълко и Толю рода 1836 лето месец декември 12.“
Съгласно спомените на по-възрастни пловдивчани храмовите празници са два: патронният – на 26 юли (света преподобна мъченица Параскева) и Светли Петък (Живоприемни източник). След обновяването на храма се възприема като трети храмов празник да бъде отбелязван 12 декември, деня на свети Спиридон.

## Архитектура и украса
Храмовата камбанария се издига върху скалите по склона на Джамбаз тепе. Нейният силует е характерна част от панорамата на стария град. Камбанарията има осем продълговати отвора, увенчани с островърхи фронтони. Над входа ѝ е изписан образ на Иисус Христос, чиито очертания са заличени от времето и едва забележими.
Самата църква е с една апсида, каменни стени и дървен покрив без вътрешни подпори. Деветте образа в царския ред на иконостаса са рисувани от Захарий Зограф през 1837 г., а малките икони над тях са на художници от Одринската школа, чийто най-известен представител е Никола Одринчанин. Единствен по рода си е и архиерейският трон с инкрустация от седеф и слонова кост.
В храма има аязмо, което навремето било известно с това, че водата му лекувала очни болести, щом вярващите се обръщали с гореща молитва към света Параскева.